# Royaume de Thonburi
 (avril 2019).
Si vous disposez d'ouvrages ou d'articles de référence ou si vous connaissez des sites web de qualité traitant du thème abordé ici, merci de compléter l'article en donnant les références utiles à sa vérifiabilité et en les liant à la section « Notes et références ».
1767–1782
Entités précédentes :
- Dynastie Konbaung

Entités suivantes :
- Royaume de Rattanakosin

Le royaume de Thonburi est un ancien royaume thaï, fondé en 1767 et disparu en 1782. Il occupait approximativement le territoire de l'actuelle Thaïlande, Laos et Cambodge.

## Histoire
Après la chute et la destruction d'Ayutthaya par les armées birmanes en 1767, Thonburi devint brièvement capitale de la Thaïlande pendant 15 ans sous le règne de Taksin (1767-1782). Le palais de Thonburi était alors, à cette époque, protégé par une muraille de brique percée de 21 portes d'entrée dont certaines étaient équipées de nombreux canons. Le long du fleuve et des canaux, il y avait des maisons de bois, de bambou et de palme sur pilotis et surtout de très nombreuses maisons flottantes et des bateaux.